# Red Dwarf
Red Dwarf è una serie televisiva britannica in onda dal 1988 su BBC Two e dal 2009 sulla rete Dave.
Animata da un umorismo particolarmente bizzarro e demenziale, la sua storia ruota attorno alle avventure dell'equipaggio dell'astronave mineraria Red Dwarf. Il nome, Nana rossa, proprio di un tipo di stelle particolarmente piccole, è piuttosto ironico dal momento che la nave stessa misura una decina di chilometri.
Le prime otto stagioni sono state trasmesse tra il 1988 e il 1999; nel 2009 la serie è ripresa con una miniserie intitolata Red Dwarf: Back to Earth, proseguendo con una decima stagione nel 2012.

## Trama
La vicenda è ambientata oltre tre milioni di anni nel futuro, quando il computer di bordo risveglia dalla stasi temporale Dave Lister, l'unico superstite di un disastro radioattivo avvenuto parecchio tempo prima. I compagni di Dave a bordo della nave saranno il computer senile Holly, il tecnico di infimo grado (ma comunque diretto superiore di Dave) Arnold Rimmer, salvato sotto forma di ologramma, e un essere umanoide evolutosi dalla gatta di Dave. Nella terza stagione si aggiungerà all'equipaggio anche il robot Kryten, visto per la prima volta nel primo episodio della seconda stagione.

## Episodi
| Stagione             | Episodi | Prima TV originale | Prima TV italiana |
| -------------------- | ------- | ------------------ | ----------------- |
| Prima stagione       | 6       | 1988               |                   |
| Seconda stagione     | 6       | 1988               |                   |
| Terza stagione       | 6       | 1989               |                   |
| Quarta stagione      | 6       | 1991               |                   |
| Quinta stagione      | 6       | 1992               |                   |
| Sesta stagione       | 6       | 1993               |                   |
| Settima stagione     | 8       | 1997               |                   |
| Ottava stagione      | 8       | 1999               |                   |
| Nona stagione        | 3       | 2009               |                   |
| Decima stagione      | 6       | 2012               |                   |
| Undicesima stagione  | 6       | 2016               |                   |
| Dodicesima stagione  | 6       | 2017               |                   |
| Tredicesima stagione |         | 2020               |                   |